# Contra (Nicaragua)

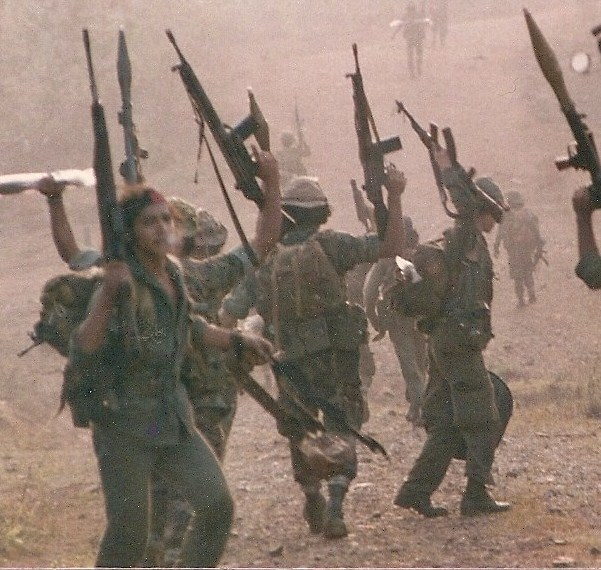
Nicaraguaanse Contra militie.

De Contra's (Spaans: contrarrevolucionario, "contra-revolutionair") waren de gewapende tegenstanders van de socialistische Sandinista van Nicaragua. Deze beweging was in juli 1979 aan de macht gekomen na omverwerping van Anastasio Somoza Debayle en de 43-jaar durende dictatuur van de Somoza-familie.
De term werd door met name de Amerikaanse pers gebruikt voor een reeks van groepen met slechts weinig ideologische eenheid. De belangrijkste groeperingen waren het FDN, dat vooral uit Somoza-aanhangers bestond, en het ARDE, dat steunde op de door de Sandinisten onderdrukte Miskito-indianen en geleid werd door voormalig Sandinistisch kopstuk Edén Pastora.
De Contra's werden door de Sandinista's en veel Nicaraguanen beschouwd als terroristen en veel van de Contra-aanvallen waren gericht tegen burgers. Er zijn ook beschuldigingen dat Ronald Reagans regering de Contra's aanzette om "zachte" of burgerdoelen aan te vallen, zoals de boerencoöperaties. De Contra's stelden hier tegenover dat de mensenrechtenschendingen van de Sandinista-overheid veel verder gingen. Bovendien, waren veel van de "burgerdoelen" in de woorden van contra-leider Adolfo Calero "geconcentreerde troepen van bewapende mensen". "Wij doden geen burgers. We vechten tegen bewapende mensen en schieten terug als het vuur is gericht op ons", aldus Calero.
In 1984 klaagde Nicaragua de Verenigde Staten (VS) aan voor het Internationaal Gerechtshof, hetgeen in 1986 resulteerde in een uitspraak tegen de VS, die werden opgeroepen om te stoppen met en af te zien van onrechtmatig gebruik van geweld tegen Nicaragua door middel van directe aanvallen door Amerikaanse soldaten en door training, financiering en steun aan de terroristische krachten. De VS was "in overtreding met het verbod geweld te gebruiken tegen een andere staat onder internationaal gewoonterecht" en werd gemaand om herstelbetalingen te doen. Het antwoord van de VS hierop was de afwijzing van de jurisdictie van het hof en de verdere escalatie van de oorlog.